# T-7教練機
T-7教練機是一款由富士重工為日本航空自衛隊研製的初級教練機。

## 發展
為了取代日益老舊的T-3教練機，日本開始尋求一款新的初級教練機。原先自衛隊打算採購PC-7，但之後因政治醜聞爆發(時任執政黨自民黨賄賂富士)而取消並重新競爭。最終日本決定採納基於T-3研製出的改進升級版，也就是T-7(原本編號T-3 Kai)。

## 外部連結
（页面存档备份，存于）